# Käppala station
Käppala är en av Lidingöbanans stationer belägen vid Gåshagaleden i kommundelen Käppala i Lidingö kommun, Stockholms län. 

## Beskrivning

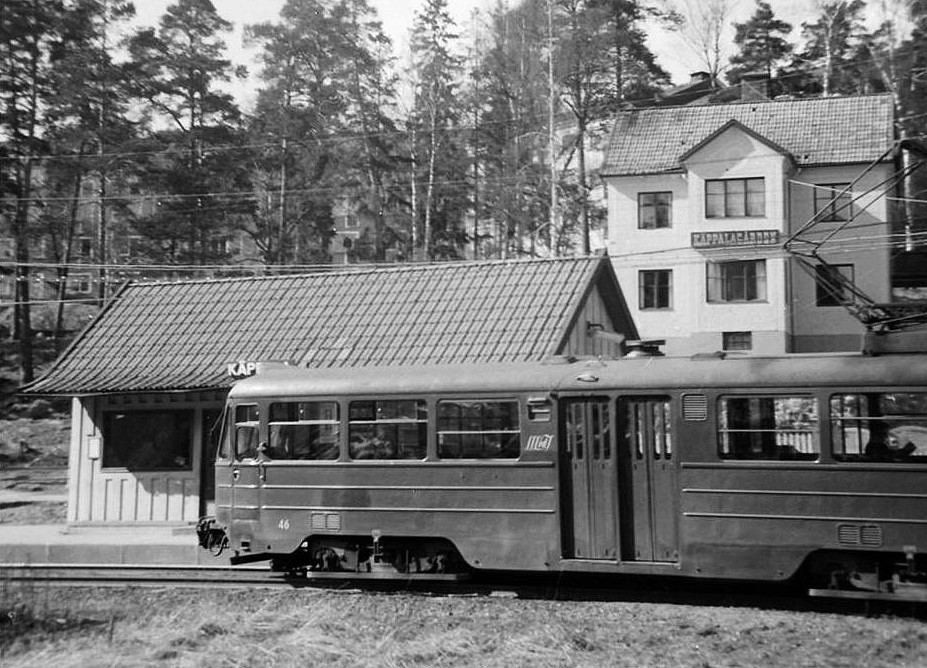
När stationshuset stod på norra sidan.

Hållplatsen Käppala har sitt namn efter kommundelen Käppala som i sin tur är uppkallad efter en gård med samma namn. Av gården, som låg vid Käppalaviken, finns ingenting bevarad. När Södra Lidingöbanan drogs fram här 1916 fanns ingen station Käppala, den tillkom först 1920. Stationen betjänade till en början anställda vid Gåshagas olika industrier. Efter 1925 nyttjades stationen även av de många boenden i de ny sommarställen som började växa upp i trakten. Från 1950-talet och framåt förvandlades Käppalas bebyggelse från sommarbostäder till villor med permanentboende som gav stationen ny betydelse. 
Även i Käppala finns en av Lidingöbanans kända väntkurar. De hade från början samma utseende och Djursholmsbanans stationshus som förebild. Väntkuren i Käppala stod ursprungligen norr om banan mot landsvägen när stationen var enkelspårig. Dessutom fanns en mindre Pressbyråkiosk. I början av 1950-talet förlängdes och moderniserades stationshuset och Pressbyrån flyttade in. 
År 1970 anlades ett mötesspår som ökade flexibiliteten vid tågmöten. 1987 flyttades stationshuset till sin nuvarande plats vid södra perrongen. Mellan 2005 och 2007 låg den franskinspirerade restaurangen Le Train Bleu (Blå Tåget) i det ombyggda stationshuset. Därefter fanns en pizzeria i huset. Idag (2021) har Restaurang Käppala, sushi- och thaibar, sin verksamhet här.
I och med upprustningen av Lidingöbanan 2013–2015 tillkom dubbelspår ända fram till Gåshaga. De tidigare väderskydd av korrugerad plåt byttes samtidigt till nuvarande i glas och stål och stationsskyltningen ändrade design och färg från blå/vit till grå/vit.